# Eroii
Eroii este un serial tv american creat de Tim Kring și difuzat de NBC pentru prima dată pe data de 25 septembrie 2006. Serialul este produs de Universal Media Studios în asociație cu Tailwind Productions și a fost filmat prima dată în Los Angeles, California.

## Povestea
„Save the cheerleader, save the world.”—Salvează majoreta, salvează lumea. 

## Distribuție

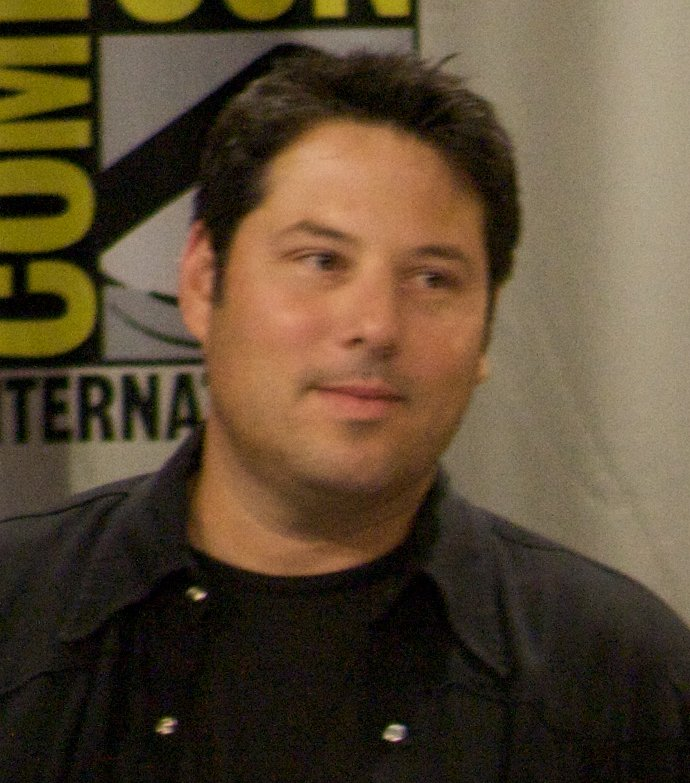
Greg Grunberg

- David Anders este Adam Monroe, un erou cu abilități de regenerare celulară rapidă
- Kristen Bell este Elle Bishop, abilități electrice
- Santiago Cabrera este Isaac Mendez, un erou cu abilități de cunoaștere a viitorului (precogniție)
- Jack Coleman este Noah Bennet, tatăl adoptiv al lui Claire Bennett, nu are puteri speciale
- Tawny Cypress este Simone Deveaux, nu are puteri speciale
- Dana Davis este Monica Dawson, memorie musculară adaptivă
- Noah Gray-Cabey este Micah Sanders, tehnopatie
- Greg Grunberg este ofițerul de poliție Matt Parkman, telepatie, clarviziune, precogniție
- Ali Larter este Niki Sanders si Tracy Strauss   telepatie, clarviziune, precogniție
- James Kyson Lee este Ando Masahashi, inițial fără puteri speciale, apoi poate amplifica puterile speciale, proiecție de energie, după ce se injectează cu o formulă de schimbare a genelor
- Masi Oka este Hiro Nakamura, poate manipula spațiul și timpul, astfel încât călătorește în timp, se teleportează, etc.

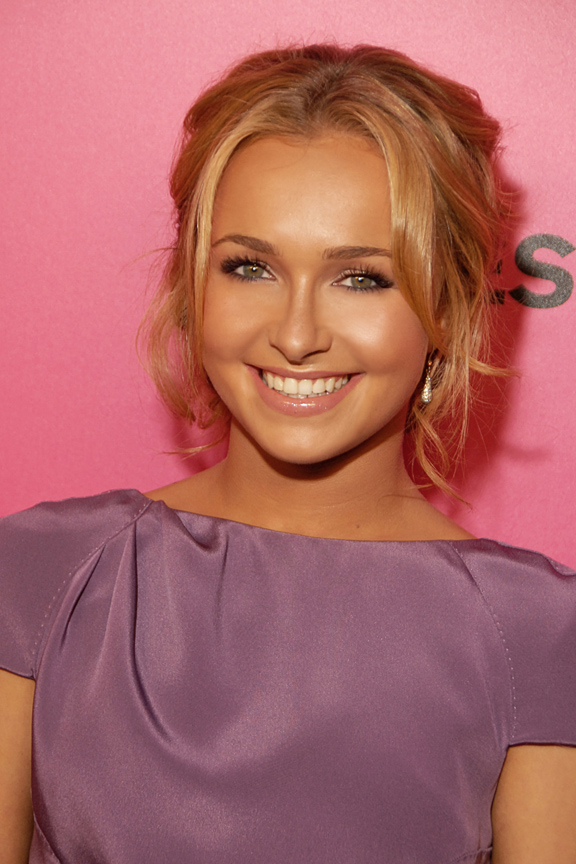
Hayden Panettiere în 2009

- Hayden Panettiere este Claire Bennett, o eroină cu abilități de regenerare celulară rapidă
- Adrian Pasdar este Nathan Petrelli, poate zbura
- Zachary Quinto  Sylar
- Sendhil Ramamurthy
- Dania Ramirez
- Maya Herrera
- Leonard Roberts
- DL Hawkins
- Cristine Rose
- Angela Petrelli  (născută Shaw) este ultimul supraviețuitor membru fondator al Companiei , care, după moartea lui Bob Bishop , a devenit șeful organizației. Ea este soția regretatului Arthur , și mama lui Nathan și Peter . Ea este un om evoluat , cu capacitatea de a vedea viitorul în visele ei .
- Milo Ventimiglia Peter Petrelli, este un personaj fictiv pe NBC science fiction dramă serie Eroilor . El este un asistenta transformat- paramedic în jur de 20 de ani, cu puterea de a absorbi și de a imita competențelor altor persoane cu abilități speciale, sau puteri.Sensibil și plin de compasiune, personajul a fost inițial definit de relația sa complex cu fratele său mai mare, Nathan . Din acel moment, Peter Petrelli a avut de a face cu rezultatele de la deciziile care abilitățile sale de al forța să facă. În începutul seriei "Heroes" Petru absoarbe capacitatea de un om care este, practic, o bomba cu ceas. În disperare toate personajele din cursa serie pentru a încerca și de a salva New York City în teama că Petru va "exploda" orașul ca o bombă. Minute de când e pe cale să explodeze fratele mai mare al lui Petru Nathan zboară-l deasupra orizontului și salvează oamenii din New York City.
- Maya Herrera, interpretată de Dania Ramirez, este un evadat care are abilitatea de a emite în jur un virus mortal
- Adam Monroe, un englez de peste 400 de ani și războinic legendar Takezo Kensei cu abilități de regenerare, interpretat de David Anders
- Monica Dawson, interpretată de Dana Davis, o lucrătoare într-un restaurant, cu abilitatea de a imita orice vede
- Elle Bishop, un sociopat sadic cu abilități de a genera electricitate, interpretat de  Kristen Bell.
- Două personaje cu scurte apariții în primul sezon, Sylar, interpretat de  Zachary Quinto, și Ando Masahashi, interpretat de  James Kyson Lee au devenit personaje principale în sezonul doi.

## Lista sezoanelor
| Sezon | Sezon                 | Titlu                    | Episoade | Premiera sezonului | Sfârșitul sezonului | Distribuție pe DVD | Distribuție pe DVD | Distribuție pe DVD |
| Sezon | Sezon                 | Titlu                    | Episoade | Premiera sezonului | Sfârșitul sezonului | Regiunea 1         | Regiunea 2         | Regiunea 4         |
| ----- | --------------------- | ------------------------ | -------- | ------------------ | ------------------- | ------------------ | ------------------ | ------------------ |
|       | Sezonul 1 (2006–2007) | Capitolul 1: Genesis     | 23       | 25 septembrie 2006 | 21 mai 2007         | 28 august 2007     | 10 decembrie 2007  | 19 septembrie 2007 |
|       | Sezonul 2 (2007)      | Capitolul 2: Generations | 11       | 24 septembrie 2007 | 3 decembrie 2007    | 26 august 2008     | 28 iulie 2008      | 1 octombrie 2008   |
|       | Sezonul 3 (2008–2009) | Capitolul 3: Villains    | 13       | 22 septembrie 2008 | 15 decembrie 2008   | 1 septembrie 2009  | 12 octombrie 2009  | 2 septembrie 2009  |
|       | Sezonul 3 (2008–2009) | Capitolul 4: Fugitives   | 12       | 2 februarie 2009   | 27 aprilie 2009     | 1 septembrie 2009  | 12 octombrie 2009  | 2 septembrie 2009  |
|       | Sezonul 4 (2009–2010) | Capitolul 5: Redemption  | 18       | 21 septembrie 2009 | 8 februarie 2010    | n/a                | n/a                | n/a                |

### Sezonul 1
Primul sezon din serialul Heroes are 23 de episoade și a fost denumit Genesis. Sezonul începe cu povestea unui grup de oameni diferiți, aparent fără nicio legătură între ei, care par normali, dar care află pe parcurs că posedă diferite puteri paranormale. 

### Sezonul 2
Sezonul 2 a fost numit Generations  și a avut premiera în Statele Unite și în Canada pe 24 septembrie 2007. Din cauza grevei scenariștilor sezonul 2 are doar 11 episoade din cele 24 care au fost plănuite.

### Sezonul 3
Sezonul 3 a fost împărțit în două capitole Villains (22 septembrie 2008 - 15 decembrie 2008, primele 13 episoade) și Fugitives (2 februarie 2009 - 27 aprilie 2009, 12 episoade)

### Sezonul 4
În sezonul 4 al serialului "Heroes", eroii se confruntă cu amenințarea organizației malefice "Cercul Interior", care folosește puteri speciale pentru a cuceri lumea. În mijlocul luptei, noi personaje și intrigi apar, dar și noi dezvăluiri.

## Mitologie
Heroes include unele elemente misterioase fictive recurente care au fost atribuite științifico-fantasticului sau fenomenelor supranaturale. Tim Kring și creatorii serialului se referă la aceste elemente fictive ca parte a mitologiei serialului. Kring a confirmat că, deși spectacolul are o mitologie unică, el nu vrea să se afunde prea adânc în ea. Mai degrabă, Kring a folosit volumele ca să schițeze o poveste în curs de desfășurare în loc de un scenariu ce se desfășoară în perioade lungi de timp așa cum este în serialul Lost. În ceea ce privește mitologia generală a seriei, Kring a spus: noi care am vorbit despre ce va fi vorba în cele cinci sezoane. În ceea ce privește data când se încheie serialul, Kring a comentat Acestui spectacol nu i s-a stabilit un final. Spectacolul nu are un punct desemnat de încheiere și este deschis. Printre  elementele mitologice ale seialului se numără legenda lui Takezo Kensei, tablouri ce profețesc viitorul, superputeri și originea lor, virusul Shanti,  a 9-a minune revista de benzi desenate (9th Wonders!) și numeroase alte elemente și teme mitologice.